# Neuaufnahmen in das UNESCO-Kultur- und -Naturerbe 1978

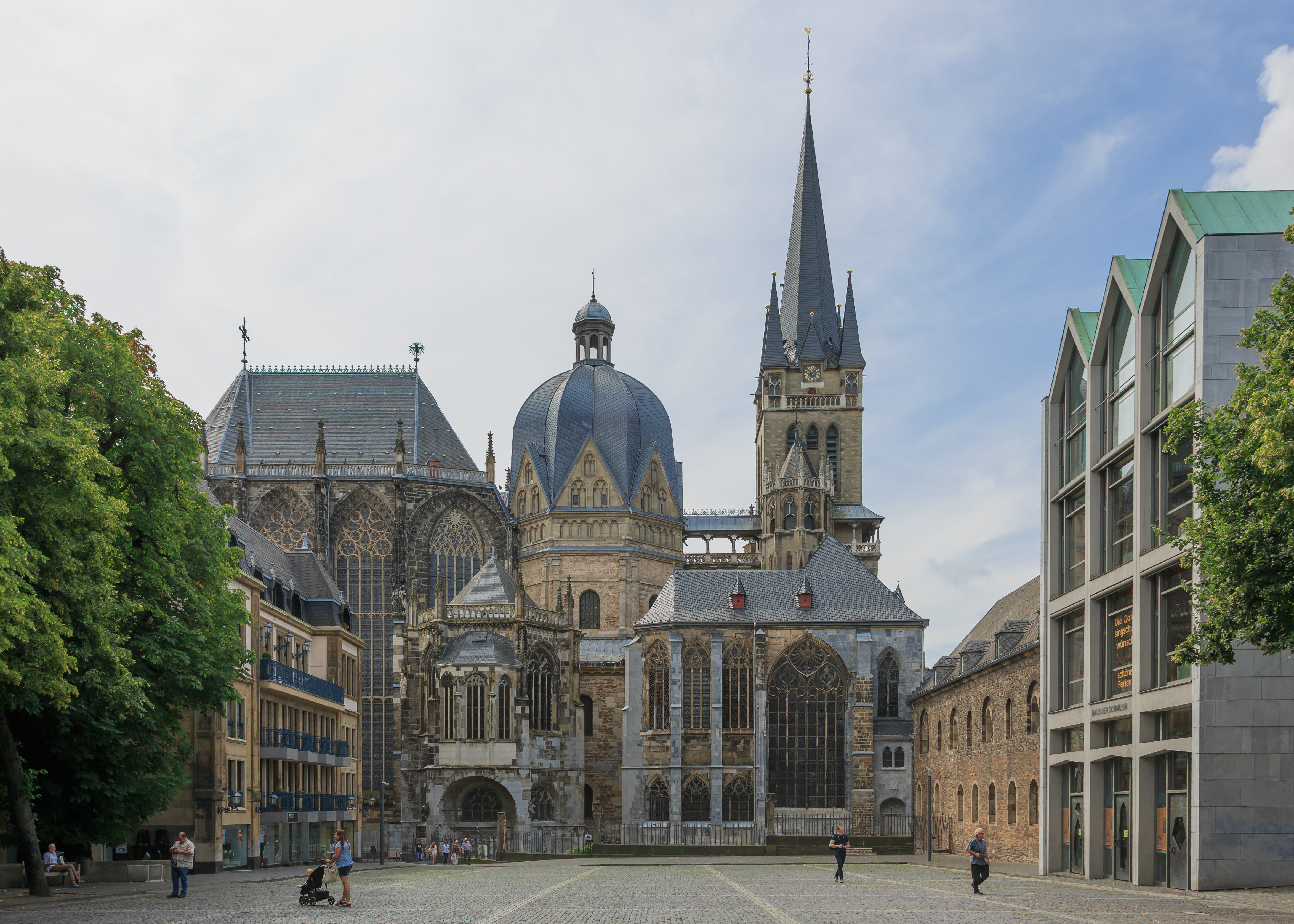
Aachener Dom, erstes Welterbe in Deutschland

Im Jahr 1978 fanden folgende Neuaufnahmen in das UNESCO-Kultur- und -Naturerbe statt:

## Welterbe
Auf seiner zweiten Sitzung vom 5. bis zum 8. September 1978 in Washington, D.C. hat das Welterbekomitee erstmals Stätten in die Liste des UNESCO-Welterbes aufgenommen. Insgesamt waren es zwölf Stätten aus sieben Ländern, darunter acht Kulturerbestätten (K) und vier Naturerbestätten (N).
| Vertragsstaat(en)  | Bezeichnung                                         | Typ | Ref. | Anmerkungen |
| ------------------ | --------------------------------------------------- | --- | ---- | --- |
| Äthiopien          | Nationalpark Simien (Lage)                          | N   | 9    | Der 179 km² große Nationalpark im Norden von Äthiopien mit einer eindrucksvollen Berglandschaft mit Höhenlagen von 1900 bis über 4500 Meter wurde 1959 unter anderem zum Schutz verschiedener endemischer und teilweise sehr gefährdeter Tierarten eingerichtet. |
| Äthiopien          | Felsenkirchen von Lalibela (Lage)                   | K   | 18   | elf Kirchen, die um das Jahr 1250 jeweils als Monolithen aus der umgebenden Felsformation herausgearbeitet wurden |
| Deutschland        | Aachener Dom (Lage)                                 | K   | 3    | eines der architektonisch herausragendsten Bauwerke der karolingischen Renaissance, in dem von 936 bis 1531 31 deutsche Könige und Kaiser gekrönt wurden, zusammen mit der dazugehörigen Domschatzkammer und ihrer Sammlung                                      |
| Ecuador            | Galapagosinseln (Lage)                              | N   | 1    | Der Archipel am Äquator im östlichen Pazifischen Ozean zeichnet sich aufgrund seiner Entfernung von anderen Landmassen durch eine Vielzahl endemischer Tier- und Pflanzenarten aus.                                                                              |
| Ecuador            | Stadtzentrum von Quito (Lage)                       | K   | 2    | Quito wurde 1534 von den Spaniern auf den Ruinen einer alten Inka-Stadt gegründet und besitzt eine der ausgedehntesten und besterhaltenen historischen Zentren in Hispanoamerika.                                                                                |
| Kanada             | Historischer Nationalpark L’Anse aux Meadows (Lage) | K   | 4    | ehemalige isländisch-grönländische Siedlung auf Neufundland, um 1000 möglicherweise von Leif Erikssons Expedition angelegt |
| Kanada             | Nationalpark Nahanni (Lage)                         | N   | 24   | 30.050 km² großes Schutzgebiet in den Nordwest-Territorien entlang des South Nahanni Rivers |
| Polen              | Historisches Zentrum von Krakau (Lage)              | K   | 29   | |
| Polen              | Salzbergwerk Wieliczka (Lage)                       | K   | 32   | nun Teil der Königlichen Salzbergwerke Wieliczka und Bochnia |
| Senegal            | Insel Gorée (Lage)                                  | K   | 26   | Insel vor der Atlantikküste Senegals, bekannt als einer der Ausgangspunkte für den atlantischen Sklavenhandel |
| Vereinigte Staaten | Mesa Verde (Lage)                                   | K   | 27   | |
| Vereinigte Staaten | Yellowstone (Lage)                                  | N   | 28   | |

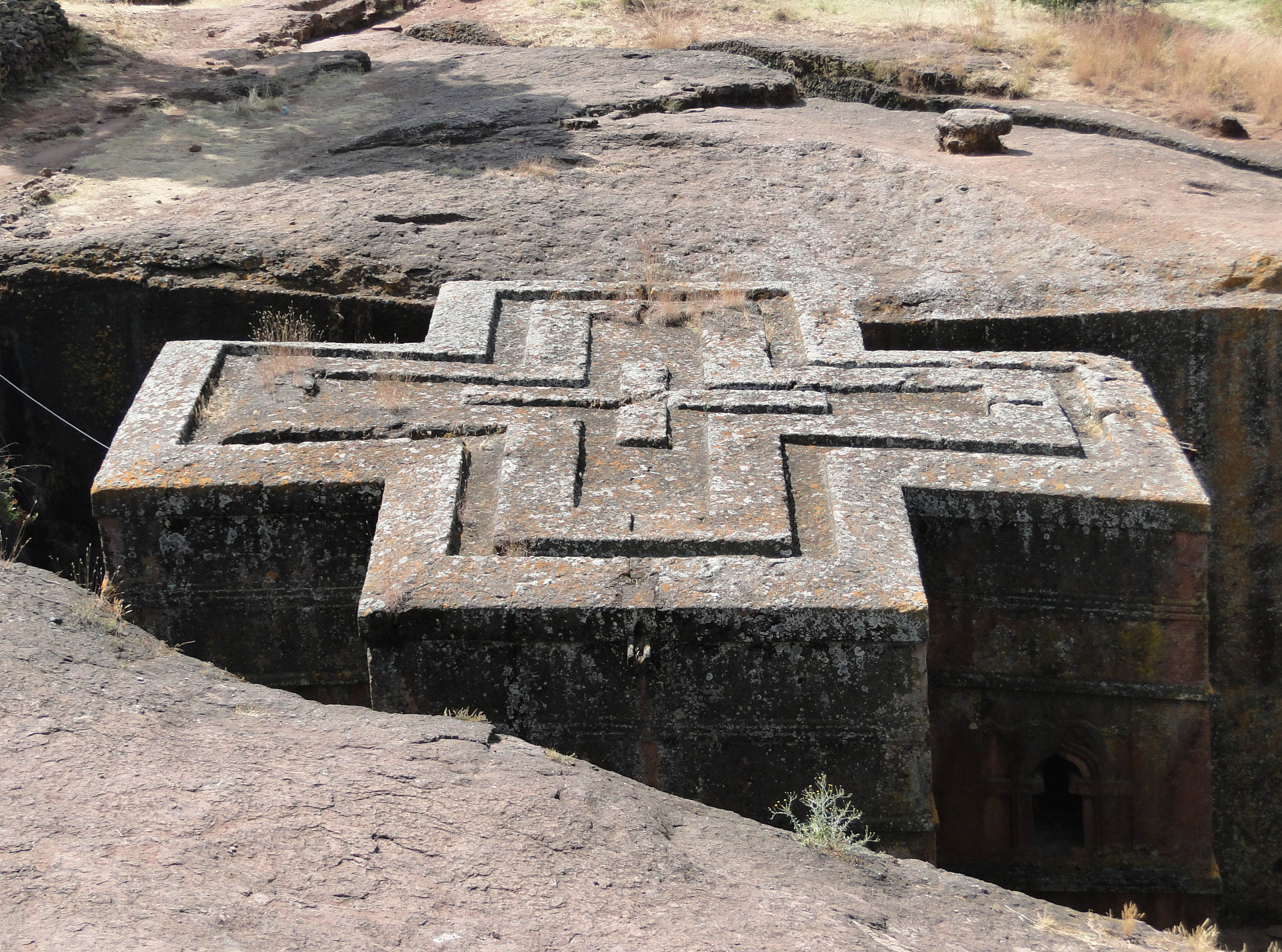
Felsenkirchen von Lalibela
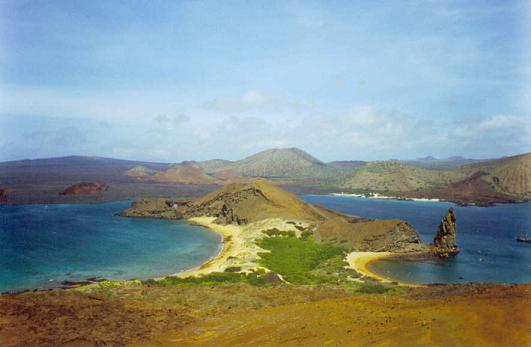
Galapagosinseln
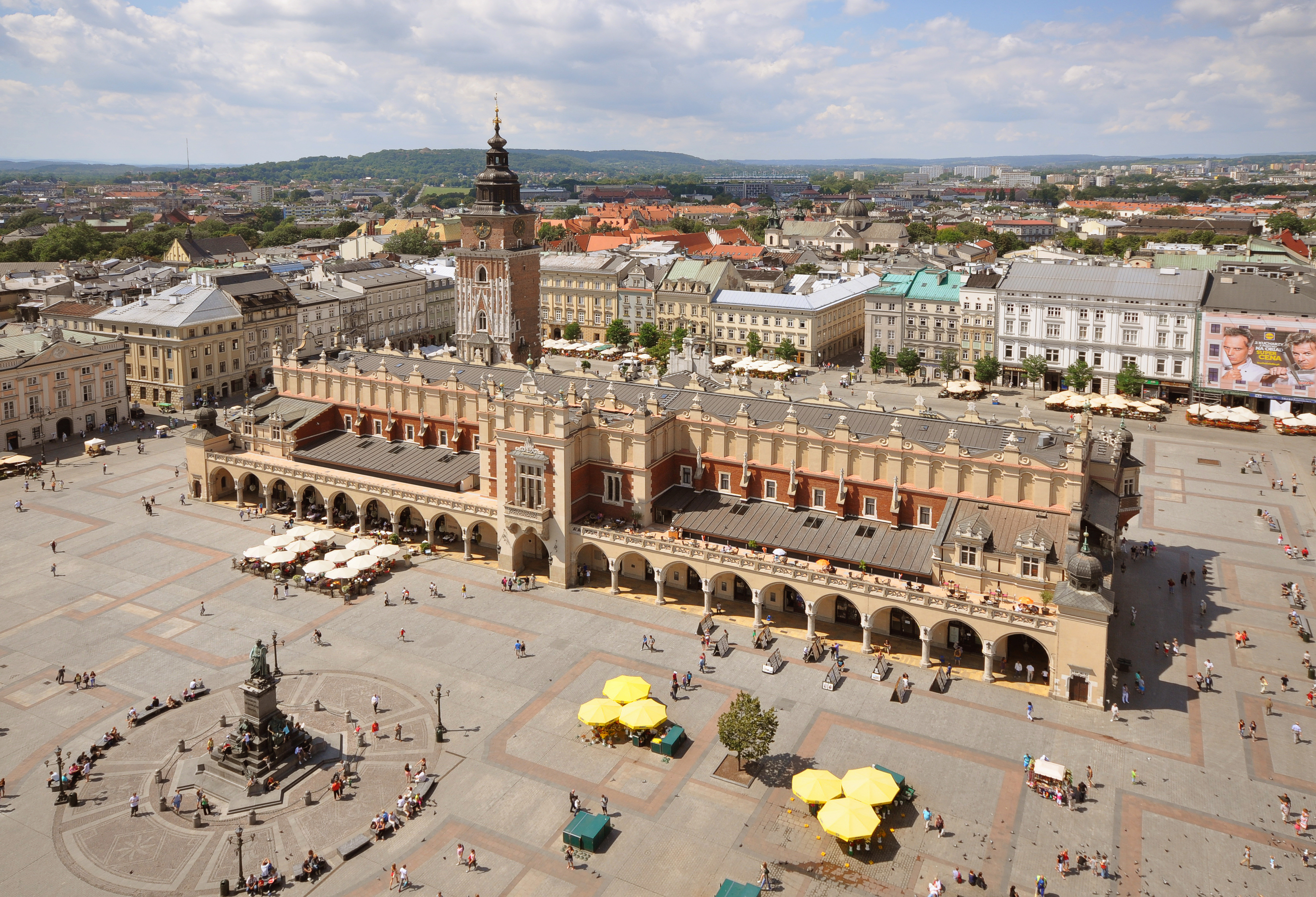
Altstadt von Krakau
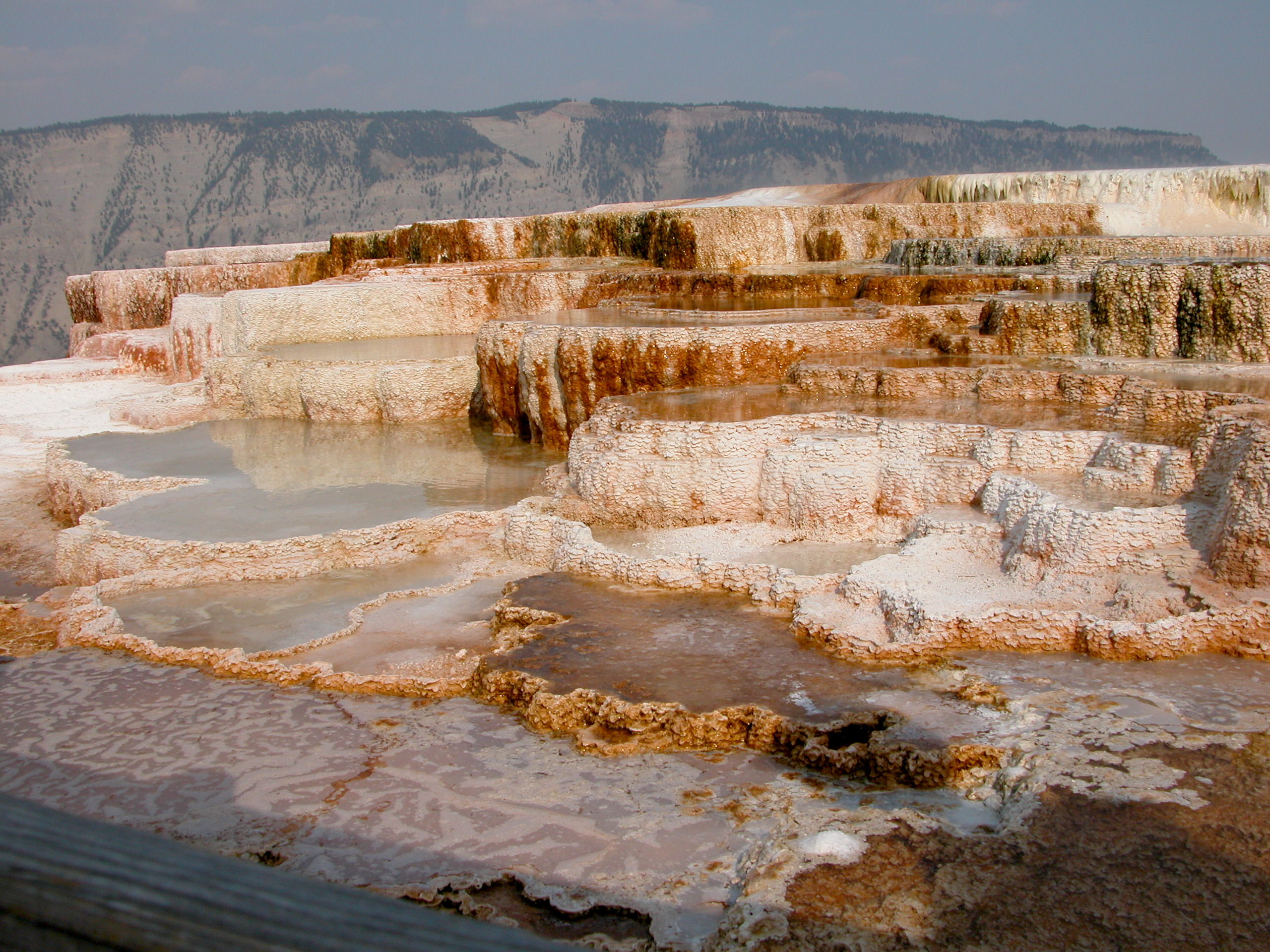
Yellowstone-Nationalpark

Für folgende Stätten wurde die Entscheidung über die Eintragung in die Welterbeliste vertagt:
- Unteres Awash-Tal, (Äthiopien, K), wurde 1980 aufgenommen[3]
- Adulis, (Äthiopien, K)
- Tiya, (Äthiopien, K), wurde 1980 aufgenommen[4]
- Melka-Kontoure, (Äthiopien, K)
- Matara, (Äthiopien, K)
- Aksum, (Äthiopien, K), wurde 1980 aufgenommen[5]
- Yeha, (Äthiopien, K)
- Unteres Omo-Tal, (Äthiopien, K), wurde 1980 aufgenommen[6]
- Fasil Ghebbi in der Region Gondar, (Äthiopien, K), wurde 1979 aufgenommen[7]
- Altstadt von Warschau, (Polen, K), wurde 1980 aufgenommen[8]
- Konzentrationslager Auschwitz, (Polen, K), wurde 1979 aufgenommen[9]
- Białowieża-Nationalpark, (Polen, K), wurde 1979 aufgenommen[10]
- Nationales Vogelschutzgebiet Djoudj, (Senegal, N), wurde 1981 aufgenommen[11]
- Nationalpark Zembra und Zembretta Inseln, (Tunesien, N)